# Mystacoleucus marginatus
Mystacoleucus marginatus är en fiskart som först beskrevs av Achille Valenciennes 1842.  Mystacoleucus marginatus ingår i släktet Mystacoleucus och familjen karpfiskar. IUCN kategoriserar arten globalt som livskraftig. Inga underarter finns listade i Catalogue of Life.